# San Pancrazio fuori le mura (titre cardinalice)
Le titre cardinalice de San Pancrazio fuori le mura (Saint Pancrace hors les murs), est érigé par le pape Léon X (1513-1521) le 6 juillet 1517 après la hausse importante du nombre des cardinaux consécutive au consistoire du 1er juillet 1517. Le pape Jules III (1550-1555) unit  le titre avec celui de S. Clemente sous le nom de  Ss. Clemente e Pancrazio, mais il les sépare de nouveau en 1551.
Le titre est rattaché à la basilique San Pancrazio qui se trouve sur le Janicule dans le quartier de Monteverde à Rome.

## Titulaires
- Ferdinando Ponzetti (1517-1527)
- Francesco Cornaro, seniore (1528-1534)
- Gian Pietro Carafa (1537)
- Federico Cesi (1545-1550)
- Juan Álvarez de Toledo, O.P. (1551-1553)
- Miguel da Silva (1553)
- Gianantonio Capizucchi (1556-1562)
- Bernardo Navagero (1562)
- Stanisław Hosius (1562-1565)
- Simone Pasqua (1565)
- Tolomeo Gallio (1565-1568)
- Gianpaolo Della Chiesa (1568-1575)
- Vacant (1575-1586)
- Ippolito Aldobrandini, seniore (1586-1592)
- Girolamo Mattei (1592-1603)
- Pietro Aldobrandini (1604-1605)
- Domenico Ginnasi (1605-1606)
- Ludovico de Torres (1606-1609)
- Vacant (1609-1617)
- Gabriel Trejo y Paniagua (1617-1621)
- Cosimo de Torres (1623-1641)
- Gaspare Mattei (1643-1648)
- Vacant (1648-1653)
- Francesco Maidalchini (1653-1654)
- Carlo Gualterio (1654-1667)
- Giacomo Franzoni (1670-1673)
- Pietro Vidoni, seniore (1673-1681)
- Antonio Pignatelli del Rastrello (1681-1691)
- Bandino Panciatici (1691-1710)
- Vacant (1710-1721)
- Damian Hugo Philipp von Schönborn (1721-1726)
- Vincenzo Ludovico Gotti, O.P. (1728-1738)
- Vacant (1738-1743)
- Gioacchino Besozzi, O.Cist. (1743-1744)
- Federico Marcello Lante (1745-1753)
- Giuseppe Maria Feroni (1753-1764)
- Vacant (1764-1824)
- Giovanni Battista Bussi (1824-1844)
- Vacant (1844-1848)
- Carlo Vizzardelli (1848-1851)
- Clément Villecourt (1855-1867)
- Josip Mihalovic (1877-1891)
- Francesco Ricci Paracciani (1891-1894)
- Achille Manara (1895-1906)
- Aristide Rinaldini (1907-1920)
- Giovanni Bonzano (1922-1924)
- Lorenzo Lauri (1927-1941)
- Vacant (1941-1946)
- Carlos Carmello Vasconcellos Motta (1946-1982)
- José Alí Lebrún Moratinos (1983-2001)
- Antonio Cañizares Llovera (2006-)